# Ogcocephalus radiatus
Cá dơi Polka Dot (Danh pháp khoa học: Ogcocephalus radiatus) là một loài cá dơi trong họ Ogcocephalidae thuộc bộ cá vược Perciformes có ở vùng Bắc Mỹ và Trung Mỹ. Loài cá cảnh đặc biệt này hiện là loài cá cảnh đắt giá nhất tại Đài Loan, với giá lên tới 100.000USD/con. 

## Đặc điểm
Loài cá nước ngọt này có kích thước không quá lớn như cá đuối nước mặn. Cá dơi nước ngọt Polka Dot nổi bật hơn với nhiều chấm nhỏ trên cơ thể của chúng, khiến loài cá này trở nên rất lạ mắt. Không những vậy chúng còn có một dạng biến đổi gene ở phần đầu phía trước, khiến cho nó có hình chữ U thay vì hình tròn. Điểm đặc biệt khác là loài cá này rất khó để tồn tại trong tự nhiên vì nó rất khó để bắt được con mồi là các loài có vỏ với cái đầu đặc biệt của mình. Trong điều kiện nuôi nhốt chúng phải được cho ăn bằng tay.
Cá dơi Polka Dot có màu nâu hơi trắng này có nhiều chấm nhỏ bao phủ từ vây ngực cho đến lưng có kích thước từ 6 đến 12 inch. Cá dơi Polka Dot săn các con mồi như cá nhỏ, cua nhỏ, tôm nhỏ, nhuyễn thể và các con trùng nước nhỏ, chúng có gai nhọn có chứa độc tố để hỗ trợ cho việc tấn công con mồi. Chúng được phát hiện cách mặt nước 230 feet. Ở Mỹ, khi lặn vào sáng sớm ở một trong những địa điểm lặn tốt nhất ở Florida người lặn sẽ có cơ hội gặp gỡ một con cá dơi Polka-Dot. 